# Graceland (nummer)
Graceland is een nummer van de Amerikaanse muzikant Paul Simon. Het is het tweede nummer van het gelijknamige album uit 1986. In november dat jaar werd het nummer eerst in de VS en Canada uitgebracht als de tweede single van het album. In mei 1987 volgden Europa, Australië, Nieuw-Zeeland en Zuid-Afrika.

## Achtergrond
De plaat gaat over de gedachten van Simon tijdens een road trip naar Graceland nadat zijn huwelijk met actrice Carrie Fisher stukliep. Op het nummer zingen The Everly Brothers op de achtergrond mee. In 1988 won de plaat de Grammy Award voor Record of the Year en in 2003 stond de plaat op de 485e positie in de lijst "The 500 Greatest Songs of All Time" van het tijdschrift Rolling Stone.
De plaat werd een radiohit in een aantal landen, maar behaalde lage posities in de  de hitlijsten. In thuisland de VS werd de 81e positie behaald in de Bilboard Hot 100, in Canada de 70e, Australië de 62e, Nieuw-Zeeland de 37e, Ierland de 27e en in het Verenigd Koninkrijk de 98e positie in de UK Singles Chart.
In Nederland werd de plaat in het voorjaar van 1987 regelmatig gedraaid op Radio 3 en werd een radiohit. Desondanks bereikte de plaat de Nederlandse Top 40 niet. Wél werd een notering behaald in de destijds tweede landelijke hitlijst op de nationale publieke popzender; op donderdag 4 juni 1987 behaalde de plaat de 79e positie in de Nationale Hitparade Top 100. In de Europese hitlijst op Radio 3, de TROS Europarade, werd géén notering behaald. 
In België bereikte de plaat de 35e pisitie in de voorloper van de Vlaamse Ultratop 50 en de 26e positie in de Vlaamse Radio 2 Top 30. In Wallonië werd géén notering behaald.
"Graceland" is in de loop der jaren uitgegroeid tot een van de populairste platen van Simon. Zo staat de plaat sinds de allereerste editie in december 1999 onafgebroken genoteerd in de jaarlijkse NPO Radio 2 Top 2000 van de Nederlandse publieke radiozender NPO Radio 2, met als hoogste notering tot nu toe een 161e positie in 2012.

## Hitnoteringen

### Nationale Hitparade Top 100
| Hitnotering: 28-05-1987 t/m 04-06-1987 | Hitnotering: 28-05-1987 t/m 04-06-1987 | Hitnotering: 28-05-1987 t/m 04-06-1987 | Hitnotering: 28-05-1987 t/m 04-06-1987 |
| Week                                   | 1                                      | 2                                      |                                        |
| -------------------------------------- | -------------------------------------- | -------------------------------------- | -------------------------------------- |
| Positie                                | 85                                     | 79                                     | uit                                    |

### NPO Radio 2 Top 2000
| Nummer met noteringen in de NPO Radio 2 Top 2000 | '99 | '00 | '01 | '02 | '03 | '04 | '05 | '06 | '07 | '08 | '09 | '10 | '11 | '12 | '13 | '14 | '15 | '16 | '17 | '18 | '19 | '20 | '21 | '22 | '23 | '24 |
| ------------------------------------------------ | --- | --- | --- | --- | --- | --- | --- | --- | --- | --- | --- | --- | --- | --- | --- | --- | --- | --- | --- | --- | --- | --- | --- | --- | --- | --- |
| Graceland                                        | 172 | 205 | 170 | 187 | 225 | 238 | 193 | 223 | 286 | 217 | 218 | 180 | 200 | 161 | 185 | 207 | 216 | 175 | 213 | 279 | 313 | 336 | 171 | 334 | 375 | 388 |

1. ↑  Een vetgedrukt getal geeft de hoogste notering aan.

### Evergreen Top 1000
| Evergreen Top 1000 | Evergreen Top 1000 | Evergreen Top 1000 | Evergreen Top 1000 | Evergreen Top 1000 | Evergreen Top 1000 | Evergreen Top 1000 | Evergreen Top 1000 | Evergreen Top 1000 | Evergreen Top 1000 | Evergreen Top 1000 | Evergreen Top 1000 | Evergreen Top 1000 | Evergreen Top 1000 | Evergreen Top 1000 | Evergreen Top 1000 | Evergreen Top 1000 |
| Jaar               | 2008               | 2009               | 2010               | 2011               | 2012               | 2013               | 2014               | 2015               | 2016               | 2017               | 2018               | 2019               | 2020               | 2021               | 2022               | 2023               |
| ------------------ | ------------------ | ------------------ | ------------------ | ------------------ | ------------------ | ------------------ | ------------------ | ------------------ | ------------------ | ------------------ | ------------------ | ------------------ | ------------------ | ------------------ | ------------------ | ------------------ |
| Positie            | -                  | -                  | -                  | -                  | -                  | -                  | -                  | 448                | 286                | 414                | 270                | 292                | 226                | 219                | 253                | 220                |